# Mike Myers
Michael John Myers (Scarborough, Ontario; 25 de mayo de 1963) es un actor, comediante, guionista, productor y director canadiense. Ha actuado en Saturday Night Live (1988-1995), Wayne's World, en las tres películas de Austin Powers y ha prestado su voz en la serie de películas de Shrek.

## Biografía
Es el hijo menor de Eric Myers, un vendedor de enciclopedias y antiguo cocinero del ejército británico, y de Alice “Bunny” Myers, procesadora de datos y ex-actriz. Ambos ciudadanos ingleses (el propio actor tiene pasaporte británico) que emigraron a Canadá, desde la ciudad portuaria de Liverpool. La familia también tiene una ascendencia escocesa e irlandesa.
Myers según los informes tiene ciudadanía canadiense, estadounidense y británica. Estudió primero en Sir John A. Macdonald Collegiate Institute en Scarborough, y luego se graduó en Stephen Leacock Collegiate Institute, también en Scarborough.

## Trayectoria

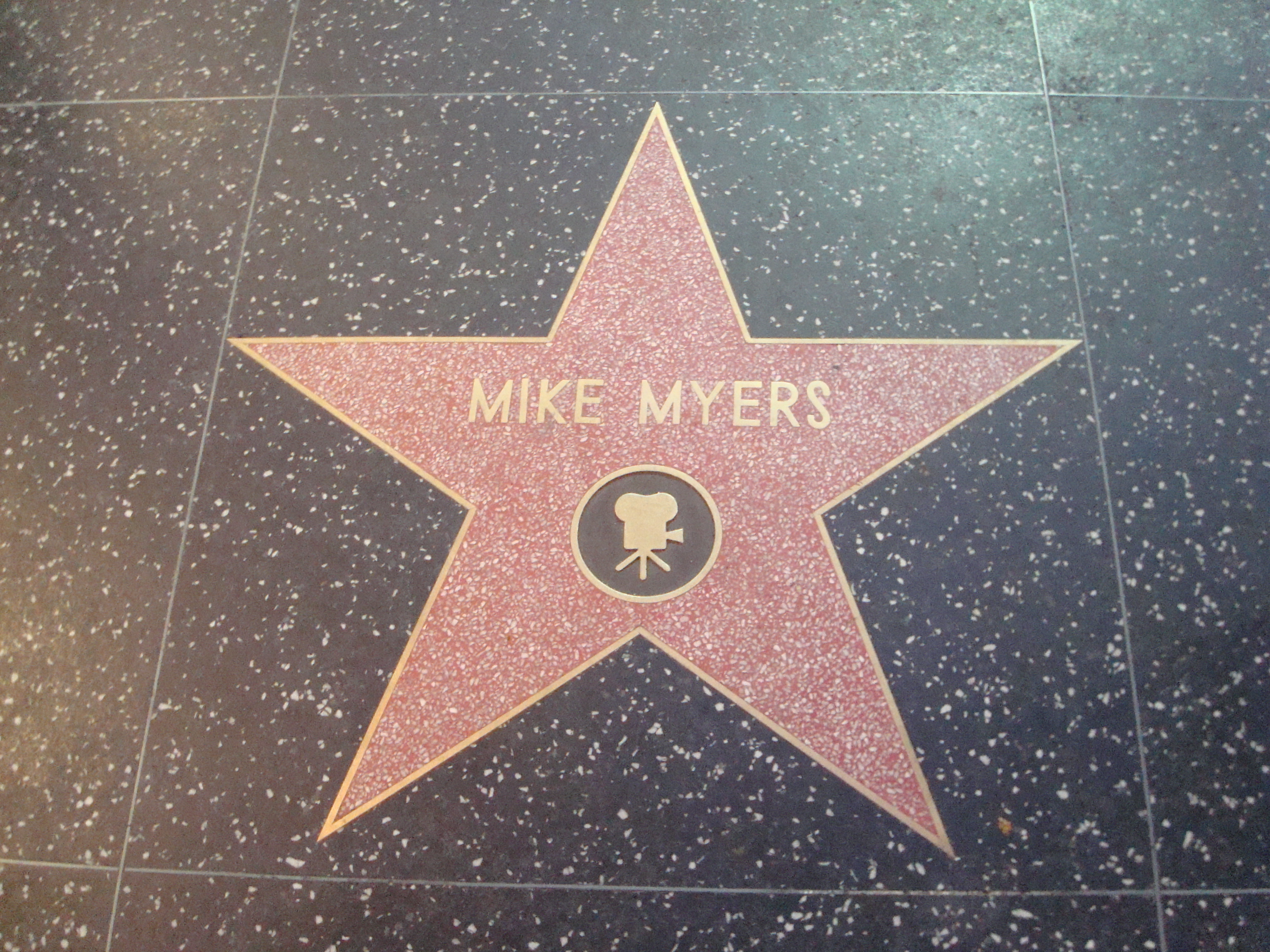
Estrella de Myers ubicada en el paseo de la fama de Hollywood

El primer contacto de Myers con el mundo audiovisual fueron sus apariciones infantiles en varios anuncios publicitarios. En su etapa en el instituto Stephen Leacock, Mike tomó lecciones de danza y comenzó a crear personajes cómicos.
En los inicios de los años 80 actuó con el grupo de comediantes Second City Comedy de Toronto, y más tarde formó pareja profesional con Neil Mullarkey, con quien Myers giró por Inglaterra representando múltiples actuaciones humorísticas.
Retornado a Canadá, Myers fue descubierto por Martin Short cuando estaba actuando con el Second City Comedy. Short le propuso que se incorporase al programa de televisión “Saturday Night Live”, todo un escaparate popular para el talento cómico de sus protagonistas.
En 1989, Mike, que actuaba y escribía sketches, recibiría un premio Emmy por sus guiones.
Su primera aparición cinematográfica se produjo ese mismo año al aparecer en “Elvis Stories” (1989), un corto paródico sobre la desaparición de Elvis rodado por Ben Stiller.
El largometraje debut protagonizado por Myers fue la enloquecida comedia “Wayne’s World ¡Qué Desparrame!” (1992), una película dirigida por Penélope Spheeris, coprotagonizada por Dana Carvey, y escrita por el propio intérprete canadiense.
Posteriormente intervino junto a Nancy Travis en la comedia romántica de Thomas Schlamme “Una novia sin igual” (1993), y repitió el papel de Wayne Campbell en Wayne’s World 2 (1993), título dirigido por Stephen Surjik.
Después de cuatro años alejado de la pantalla grande, Mike Myers retornaría con éxito interpretando el papel de “Austin Powers: International Man of Mystery” (1997), una parodia de las películas de James Bond que fue dirigida por Jay Roach y coprotagonizada por Elizabeth Hurley. 
La serie dedicada al detective sesentero, sería prorrogada por “Austin Powers: The Spy Who Shagged Me” (1999), con la presencia de Heather Graham, y “Austin Powers in Goldmember” (2002), filme con Beyoncé Knowles como la figura femenina. Todas las películas de la serie fueron dirigidas por Roach. También tendría una participación haciendo de este personaje en el vídeo musical del tema Beautiful Stranger de Madonna en 1999.
Otro gran triunfo para Myers, quien posee una productora denominada Eric’s Boy (llamada así en homenaje a su padre, fallecido en 1991 a causa del Alzheimer), sería “Shrek” (2001), película de animación para la cual puso su voz al personaje principal. En 2002, Myers participó en el vídeo musical de Britney Spears, Boys. 
Repitió este papel en Shrek 4-D (un paseo en el parque temático) en 2003, Shrek 2 en 2004, y Shrek tercero junto a un especial de Navidad de Shrek The Halls, ambos en 2007. En 2010 Myers regresó para la última película de la serie Shrek, Shrek Forever After.
En "The Love Guru" (2008) interpretaba a Pitka, un estadounidense criado en la India que intenta aprovechar sus experiencias con gurús espirituales para crear un consultorio de autoayuda en su país.
Myers recibió el Premio MTV Generación en junio de 2007, convirtiéndose en el segundo canadiense en ganar el premio (a raíz de Jim Carrey en 2006), por llevar su estilo único de comedia a las pequeñas y grandes pantallas por igual. 
Su debut como director, Supermensch: La leyenda de Shep Gordon, fue seleccionado para ser proyectado en la sección Gala Presentación en el Festival Internacional de Cine de Toronto de 2013.

## Vida personal
Myers comenzó a salir con la actriz, comediante y escritora Robin Ruzan a finales de 1980, después de reunirse en un partido de hockey en Chicago, durante el cual Myers atrapó un puck y utilizó el incidente para entablar una conversación con Ruzan. La pareja se casó el 22 de mayo de 1993, y Myers se refirió posteriormente a Ruzan como "su musa". La pareja solicitó el divorcio en diciembre de 2005.
En 2006, se confirmó que Kelly Tisdale  y Myers eran novios. Myers y Tisdale se casaron en Nueva York en una ceremonia secreta en el otoño de 2010. Tienen tres hijos: Spike Alan (n. 2011), Sunday Molly (n. 2014) y Paulina Kathleen (n. 2015).

## Filmografía

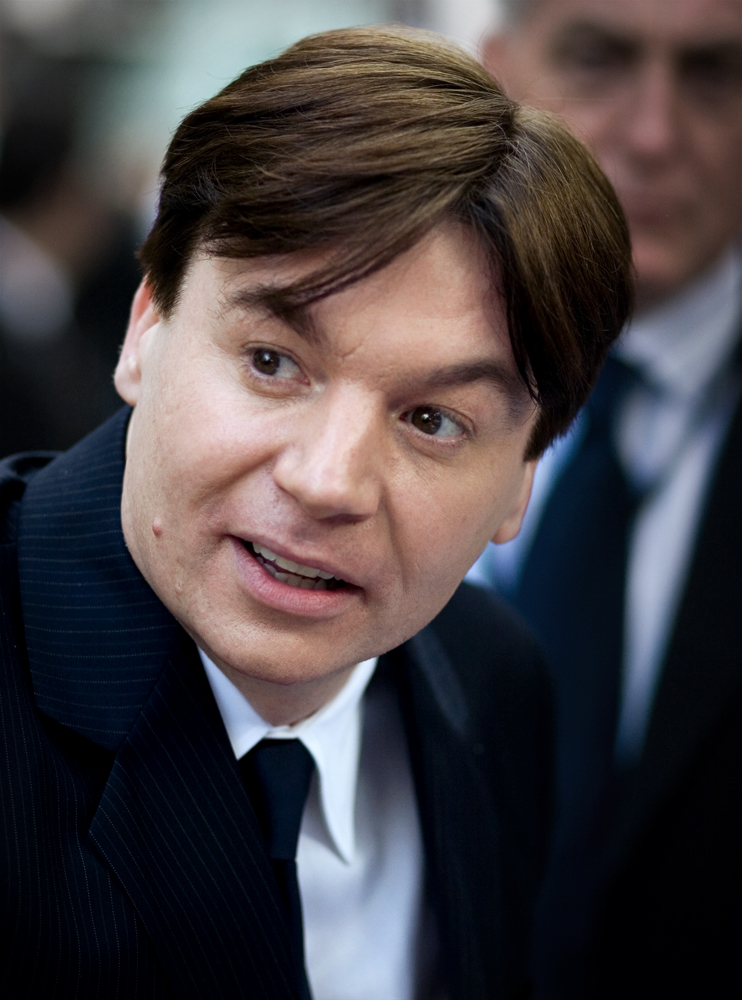
Mike Myers en el estreno de Shrek tercero en 2007.

### Cine
| Año  | Título                                         | Rol                                                 | Nota                                                                 |
| ---- | ---------------------------------------------- | --------------------------------------------------- | -------------------------------------------------------------------- |
| 1992 | El mundo de Wayne                              | Wayne Campbell                                      | También escritor, película debut                                     |
| 1993 | Una novia sin igual                            | Charlie McKenzie/ Stuart McKenzie                   | Primera película en la que Myers interpretó a más de un personaje.   |
| 1993 | El mundo de Wayne 2                            | Wayne Campbell                                      | También escritor                                                     |
| 1997 | Austin Powers: Misterioso agente internacional | Austin Powers / Dr. Evil                            | Escritor y productor                                                 |
| 1998 | 54                                             | Steve Rubell                                        |                                                                      |
| 1998 | The Thin Pink Line                             | Tim Broderick                                       |                                                                      |
| 1998 | El Meteorito                                   | Pete                                                |                                                                      |
| 1999 | Austin Powers: La espía que me achuchó         | Austin Powers / Dr. Evil / Fat Bastard              | Escritor y productor                                                 |
| 1999 | Mystery, Alaska                                | Donnie Shulzhoffer                                  |                                                                      |
| 2001 | Shrek                                          | Shrek                                               | Actor de voz                                                         |
| 2002 | Austin Powers en Miembro de Oro                | Austin Powers / Dr. Evil / Fat Bastard / Goldmember | Escritor y productor                                                 |
| 2003 | Nobody Knows Anything!                         | 'Eye' Witness                                       |                                                                      |
| 2003 | The Cat in the Hat                             | The Cat in the Hat                                  |                                                                      |
| 2003 | Shrek 4-D                                      | Shrek                                               | Actor de voz, presente en parque de atracciones                      |
| 2003 | View from the Top                              | John Witney                                         |                                                                      |
| 2004 | Shrek 2                                        | Shrek                                               | Actor de voz, es la película más taquillera de su carrera como actor |
| 2006 | Home                                           | Él mismo                                            |                                                                      |
| 2007 | Shrek tercero                                  | Shrek                                               | Actor de voz                                                         |
| 2008 | The Love Guru                                  | Gurú Maurice Pitka/Él mismo                         | Escritor y productor                                                 |
| 2009 | Inglourious Basterds                           | Gen. Ed Fenech                                      |                                                                      |
| 2010 | Shrek Forever After                            | Shrek                                               | Actor de voz                                                         |
| 2012 | Oscar Etiquette                                | Sir Cecil Worthington                               | Cortometraje                                                         |
| 2013 | Being Canadian, Sometimes                      | Él mismo                                            | Documental                                                           |
| 2013 | Supermensch: The Legend of Shep Gordon         | Él mismo                                            | Director del documental                                              |
| 2015 | I Am Chris Farley                              | Él mismo                                            |                                                                      |
| 2018 | Terminal                                       | Clinton / Mr. Franklyn                              |                                                                      |
| 2018 | Bohemian Rhapsody                              | Ray Foster                                          |                                                                      |

### Televisión

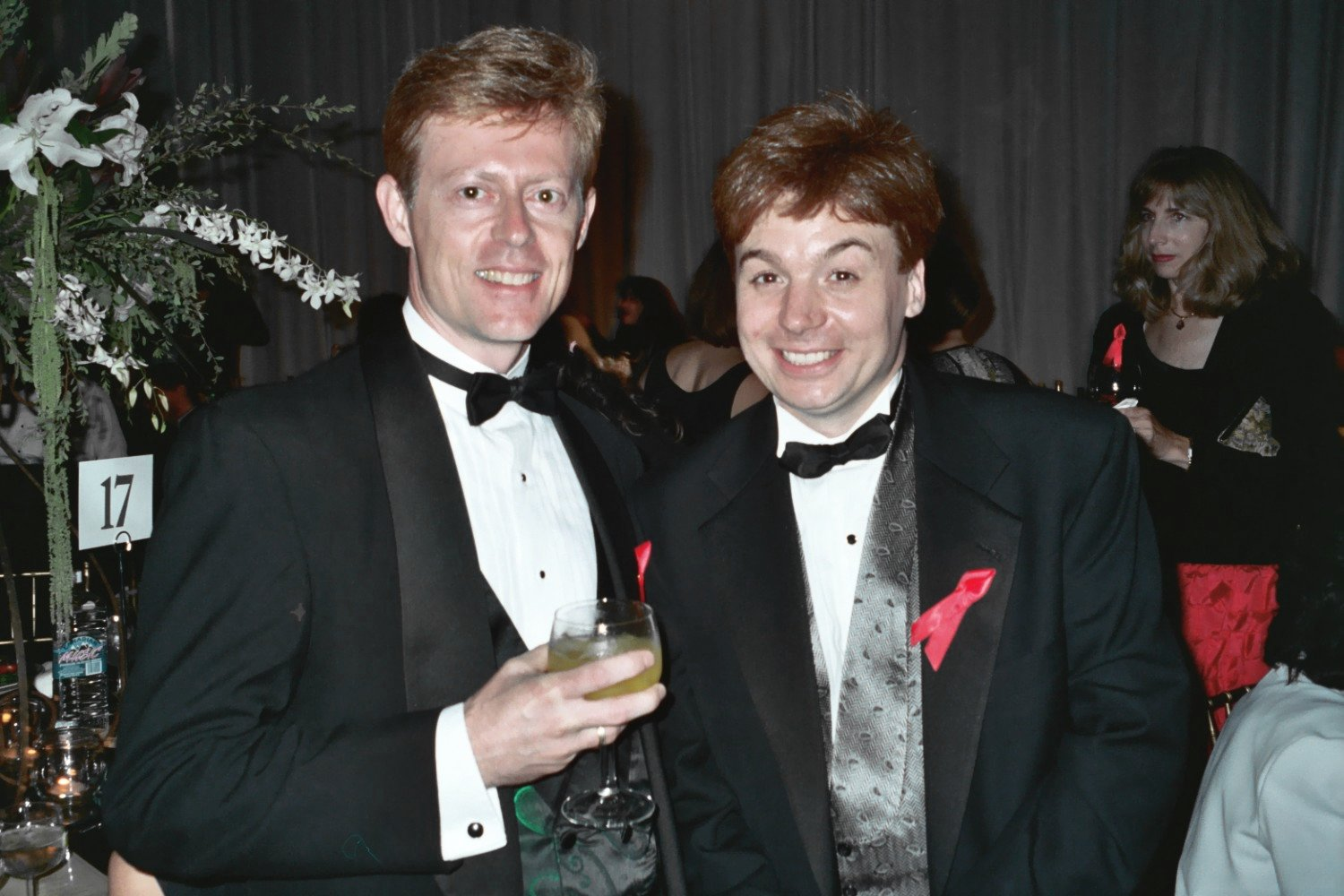
Alan Light y Mike Myers en los Premio Emmy de 1994.

| Año     | Título                                       | Rol                          | Nota                                      |
| ------- | -------------------------------------------- | ---------------------------- | ----------------------------------------- |
| 1975    | King of Kensington                           | Ari                          | Episodio: "Scout's Honour"                |
| 1977    | Range Ryder and the Calgary Kid              | Él mismo                     |                                           |
| 1979    | The Littlest Hobo                            | Tommy                        | Episodio: "Boy on Wheels"                 |
| 1980    | Bizarre                                      | Timmy Byner                  |                                           |
| 1985    | John and Yoko: A Love Story                  | Delivery Boy (sin acreditar) |                                           |
| 1987    | Meet Julie                                   | Voice                        |                                           |
| 1987    | It's Only Rock & Roll                        | Wayne Campbell               |                                           |
| 1989    | Elvis Stories                                | Cockney Man                  |                                           |
| 1989–95 | Saturday Night Live                          | Various                      |                                           |
| 1997    | Saturday Night Live                          | Él mismo (anfitrión)         |                                           |
| 2011    | Saturday Night Live                          | Wayne Campbell               | Episodio organizada por Dana Carvey       |
| 2014    | Monty Python Live (Mostly)                   | Él mismo                     |                                           |
| 2014    | Saturday Night Live                          | Dr. Evil                     |                                           |
| 2015    | Saturday Night Live 40th Anniversary Special | Wayne Campbell               |                                           |
| 2015    | Last Week Tonight with John Oliver           | Él mismo                     | Temporada 2, Episodio 31                  |
| 2022    | El Pentavirato                               | Múltiples roles              | Creador, Guionista, y Productor Ejecutivo |